# Manhattan, Kansas
Manhattan är en stad i Riley County och Pottawatomie County i delstaten Kansas, USA. Manhattan är administrativ huvudort (county seat) i Riley County. 